# Rhapsodie d'Auvergne
La Rhapsodie d'Auvergne, op. 73, est une pièce concertante pour piano et orchestre composée en 1884 par Camille Saint-Saëns. 

## Présentation
Composée en 1884, écrite dans un premier temps pour piano seul, la Rhapsodie d'Auvergne connaît rapidement une version pour piano et orchestre ainsi qu'une version pour deux pianos, toutes de la main de Saint-Saëns,.
La partition est dédiée au pianiste Louis Diémer.
L'œuvre est créée début décembre 1884 lors du 4e Concert populaire de Marseille, avec le compositeur au piano. Elle est donnée à Paris quelques jours plus tard, au 149e concert de la Société nationale de musique, le 27 décembre 1884, avec le dédicataire au piano, puis de nouveau à la Société nationale de musique le 15 mars 1885, au théâtre du Châtelet, toujours avec Diémer, sous la direction d'Édouard Colonne,.

## Instrumentation
L'instrumentation de l'accompagnement orchestral consiste en :
| Instrumentation de la Rhapsodie d'Auvergne                           |
| Bois                                                                 |
| 1 piccolo, 2 flûtes, 2 hautbois, 2 clarinettes, 2 bassons            |
| Cuivres                                                              |
| 4 cors (dont 2 naturels), 2 trompettes, 3 trombones                  |
| Percussions                                                          |
| timbales, triangle, cymbales                                         |
| Cordes                                                               |
| premiers violons, seconds violons, altos, violoncelles, contrebasses |

## Éditions

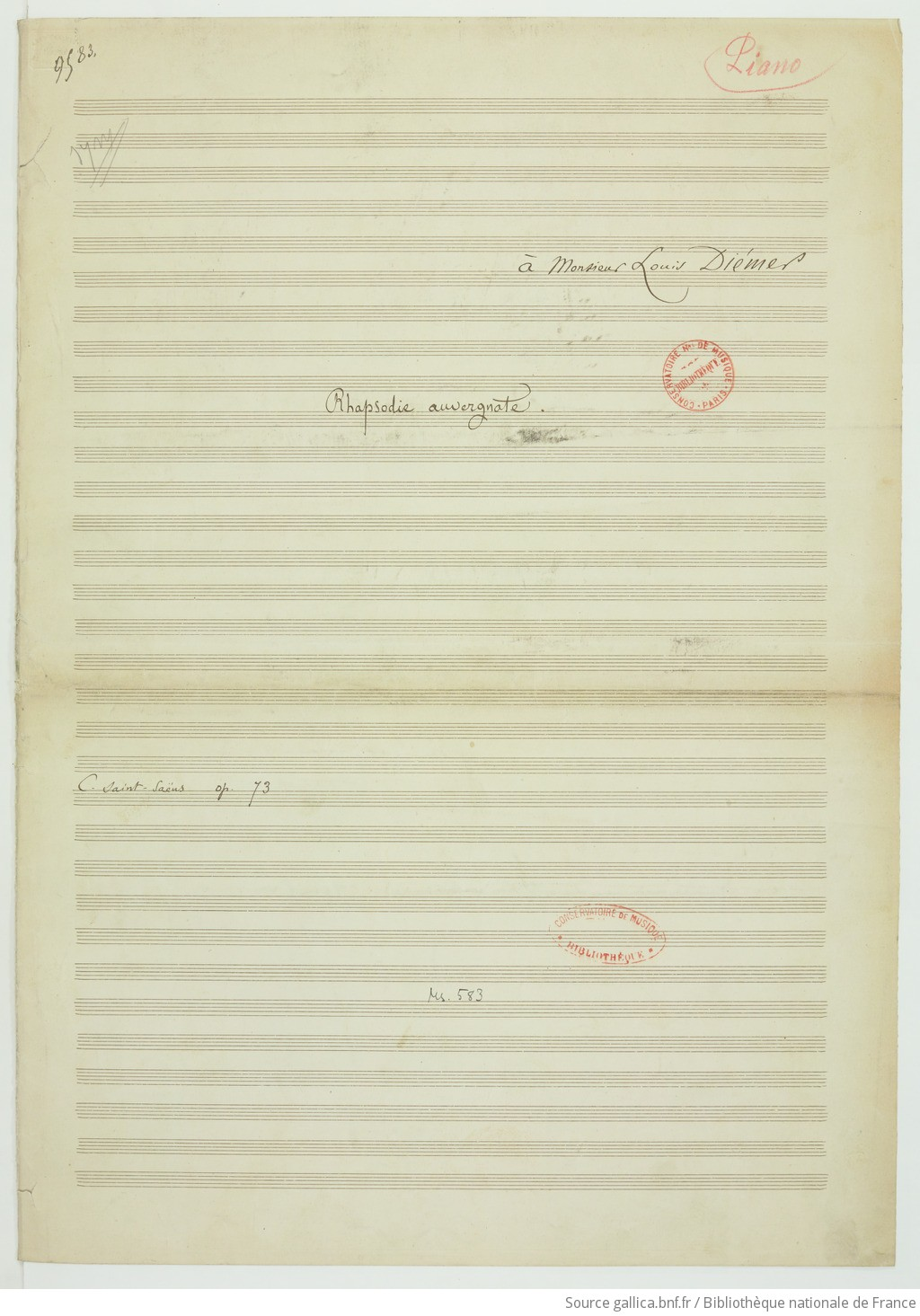
Page de titre du manuscrit autographe de la version pour piano seul.

La partition de la version pour piano seul est publiée par Durand en novembre 1884, et celles des versions avec orchestre et pour deux pianos en 1885.
Il existe également une transcription d'A. Benfeld pour piano à quatre mains, éditée par Durand en 1906.

## Structure et analyse
L’œuvre, d'une durée moyenne d'exécution de neuf minutes environ, comprend 353 mesures, Lento ad lib., à , puis Allegretto con moto ( = 80), à 
, notamment.
Pour Alfred Cortot, la pièce « combine avec adresse des thèmes populaires — le plus significatif s'inspirant d'une chanson de laveuses — qui, traités avec plus d'âpreté montagnarde, avec une rusticité moins superficielle, n'eussent peut-être pas manqué de caractère ».
Saint-Saëns, dans une lettre datée du 28 novembre 1912 et destinée à Albert Harnisch, écrit : « Je suis content que la Rapsodie d'Auvergne ait plu sous les doigts de Risler, parce que je me figurais que ce petit morceau avait fini sa carrière. Je l'ai écrit il y a une trentaine d'années pour montrer qu'il n'était pas nécessaire d'aller chercher des motifs bien loin pour en trouver d'utilisables »,.
La Rhapsodie d'Auvergne porte le numéro d'opus 73 et, dans le catalogue des œuvres du compositeur établi par la musicologue Sabina Teller Ratner, le numéro 201.

## Discographie
- Saint-Saëns: The complete works for piano and orchestra, CD 2, Stephen Hough (piano), City of Birmingham Symphony Orchestra, Sakari Oramo (dir.), Hyperion 67331/2, 2001.
- Saint-Saëns: Piano Concerto No. 3, Rhapsodie d'Auvergne, Africa, Wedding Cake Waltz, Romain Descharmes (piano), Malmö Symphony Orchestra, Marc Soustrot (dir.), Naxos 8.573477, 2017.
- Camille Saint-Saëns Edition, CD 9, Jean-Philippe Collard (piano), Royal Philharmonic Orchestra, André Previn (dir.), Warner Classics 0190296746048, 2021[7],[8].